# الزاوية الهولندية

شخص نائم على رصيف في نيويورك – تم التصوير بأستخدام تقنية الزاوية الهولندية.

الزاوية الهولندية هي لقطات ذات زاوية مائلة بدرجات تتراوح مابين 60 درجة – وحتى 5 درجات عن مستوى خط الأفق.في التصوير السينمائي ، تعد الزاوية الهولندية واحدة من العديد من التقنيات السينمائية المستخدمة غالبًا لتصوير القلق النفسي أو التوتر في الموضوع الذي يتم تصويره. يرتبط الميل الهولندي ارتباطًا وثيقًا بمشهد السينما الألمانية أثناء الحركة التعبيرية التي أستخدمت الزاوية الهولندية على نطاق واسع.

## صالة عرض

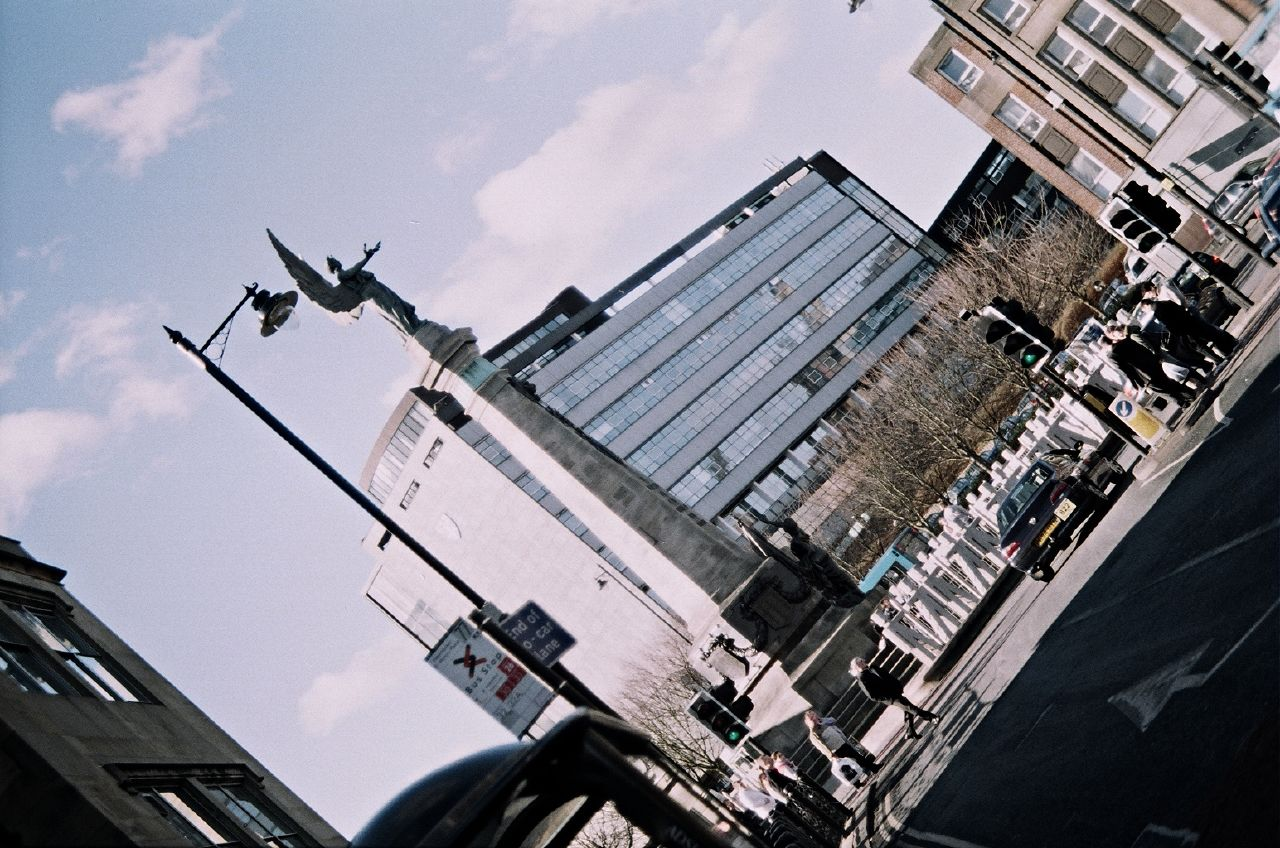
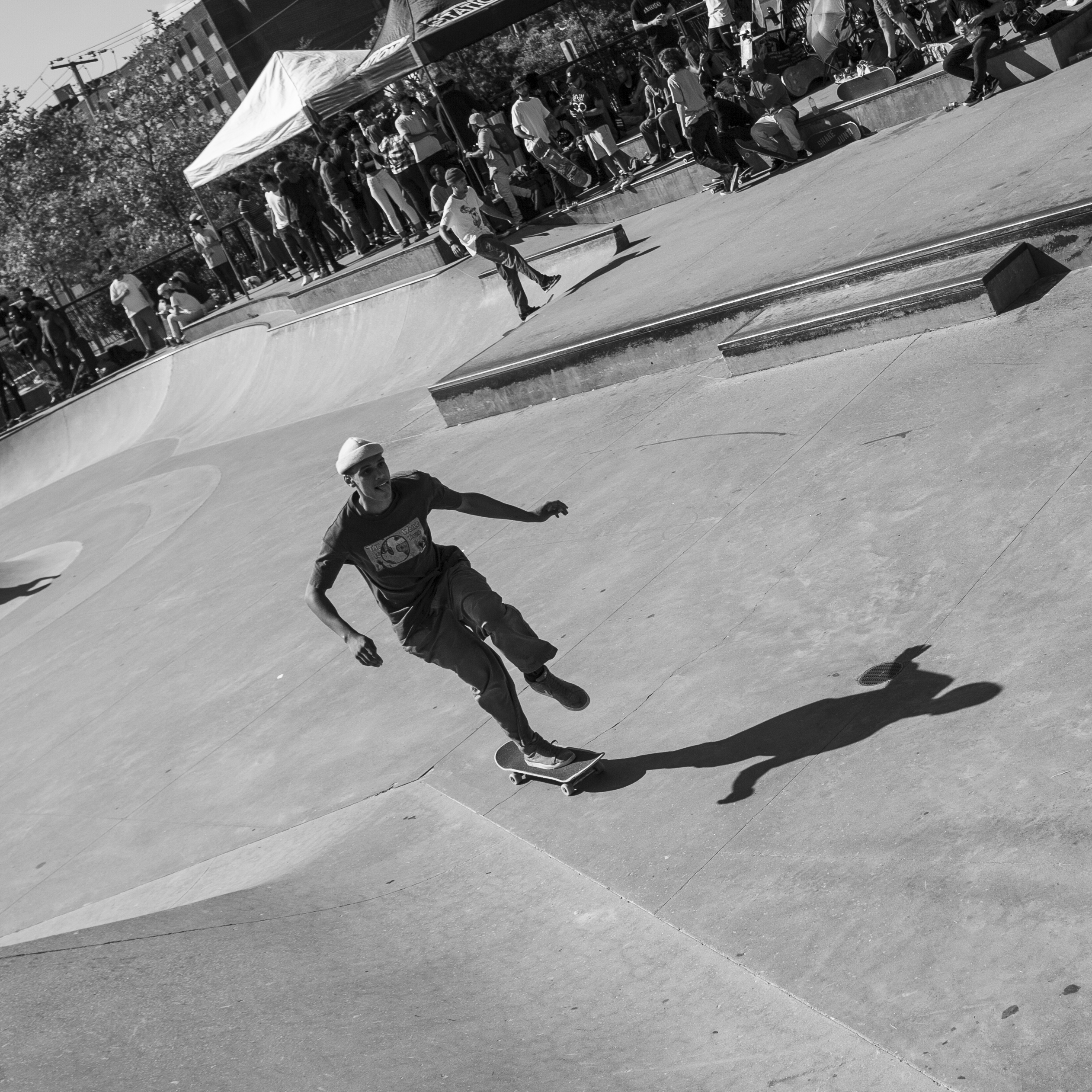
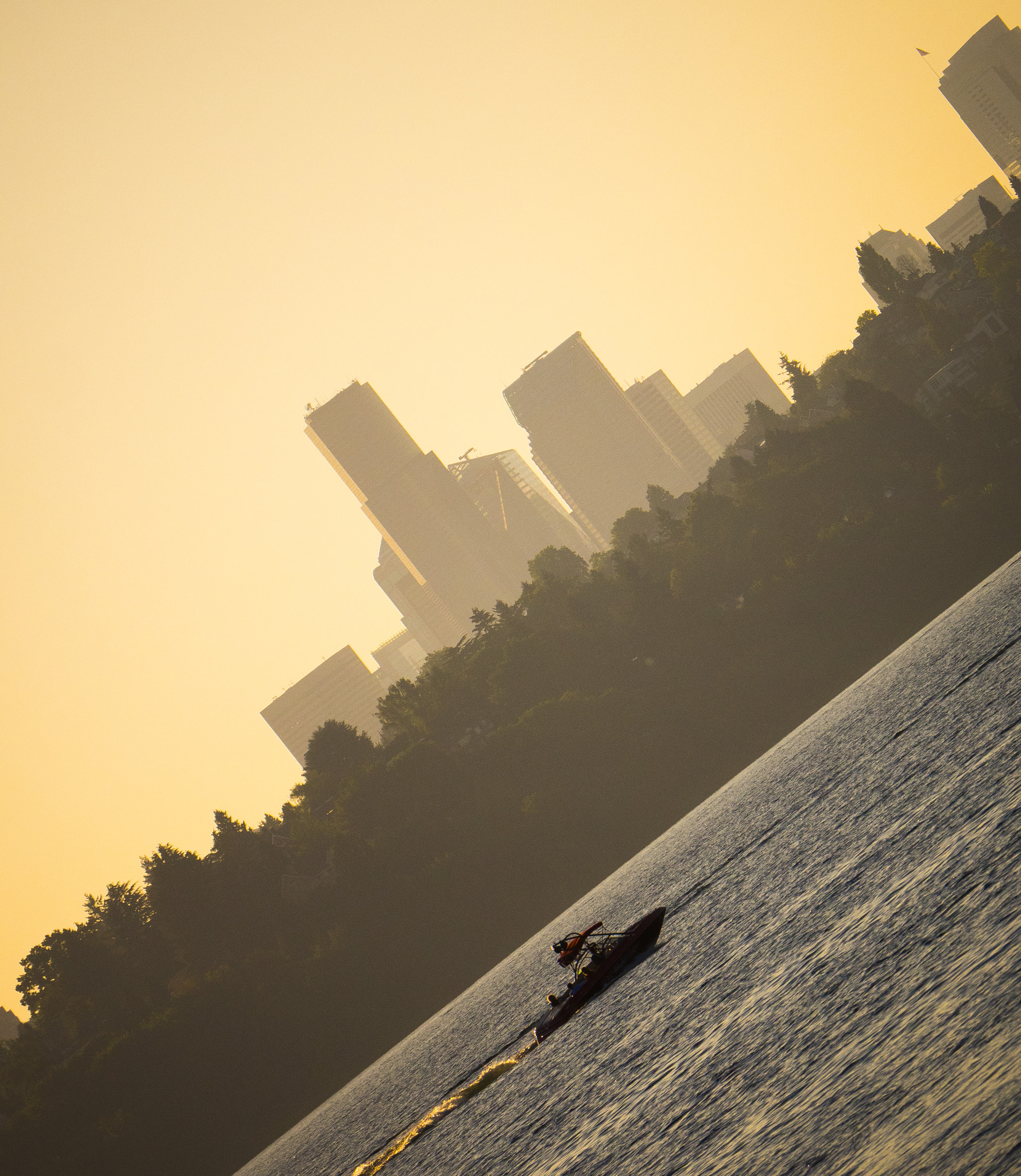
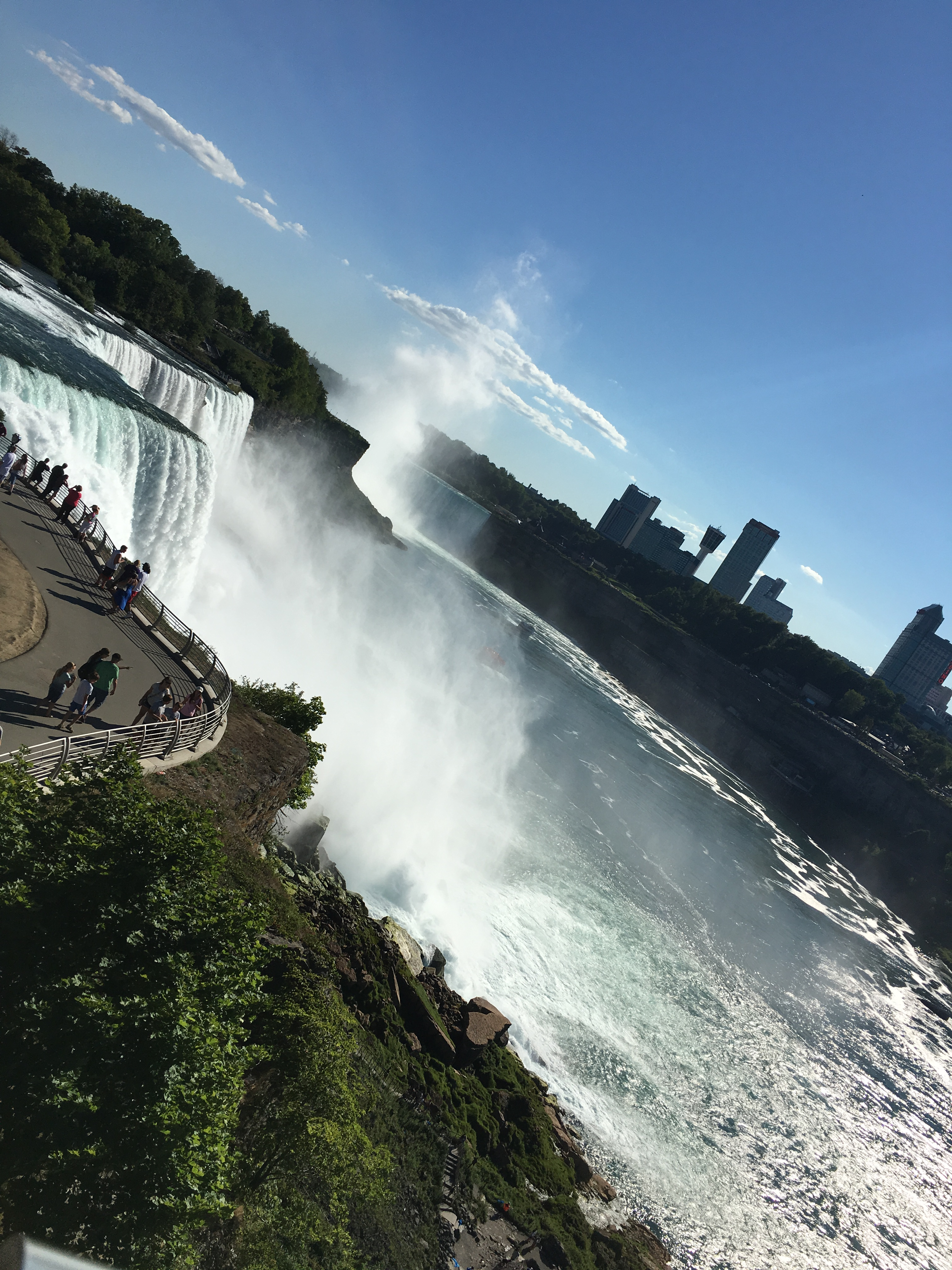
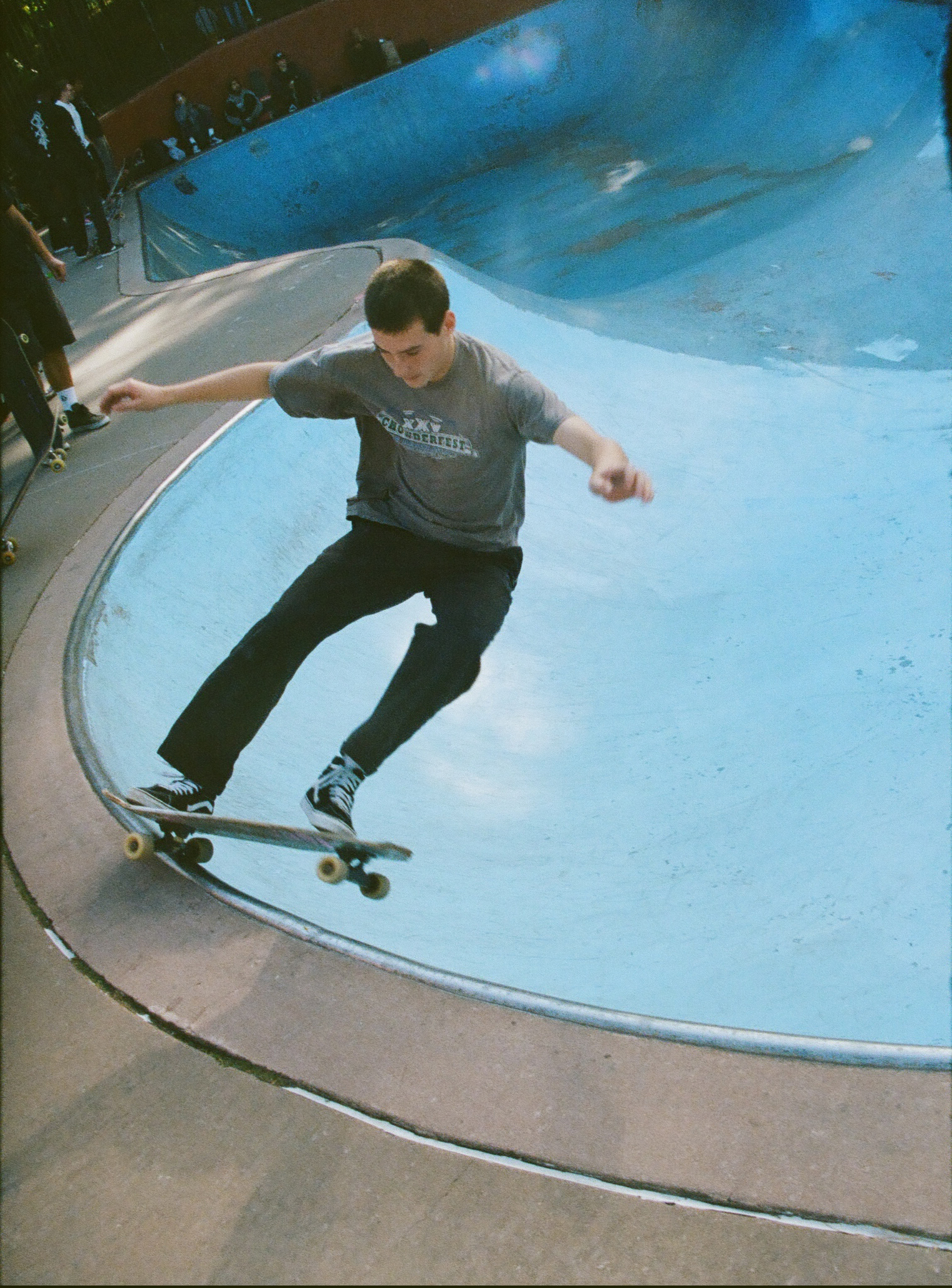
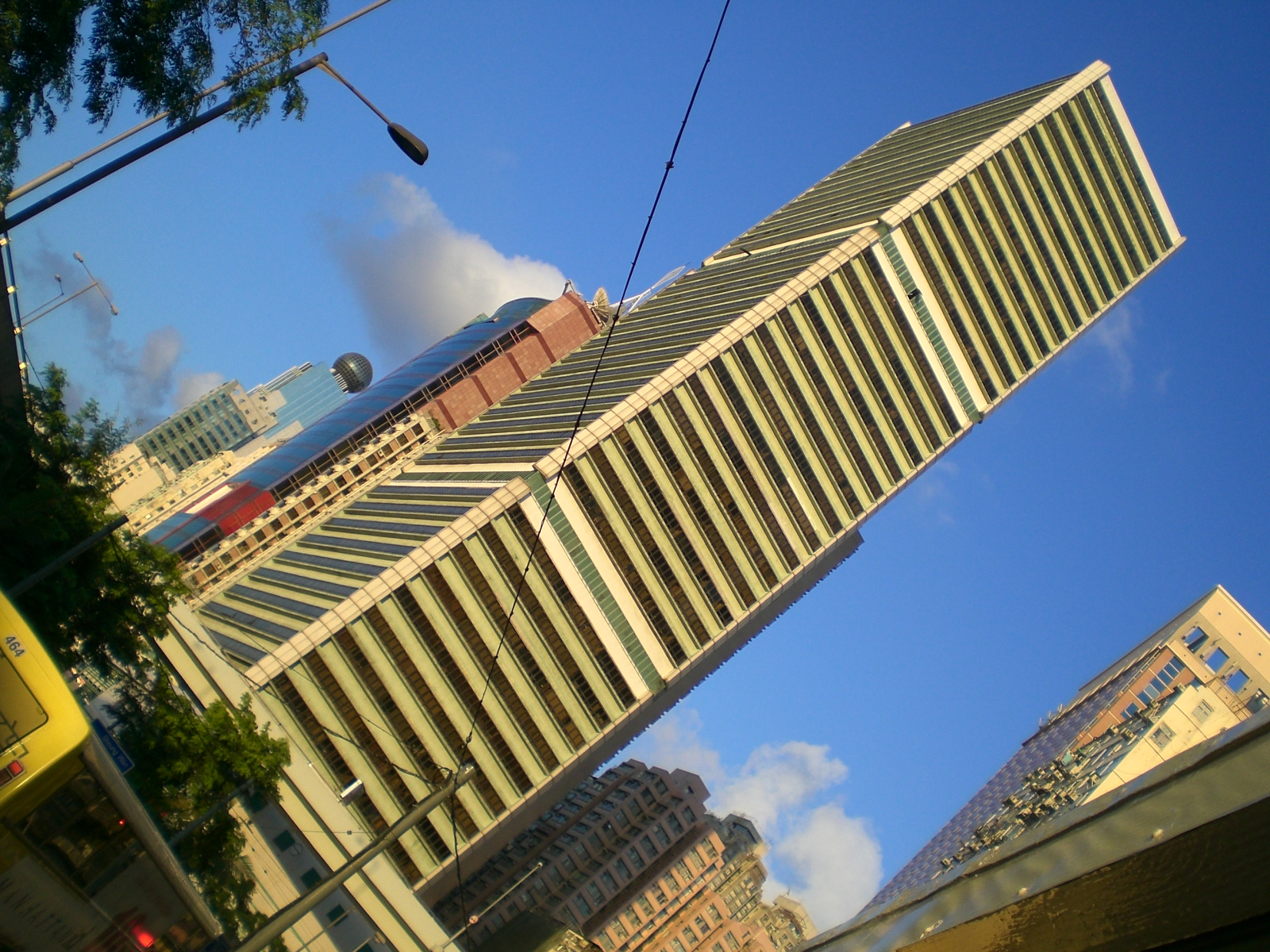
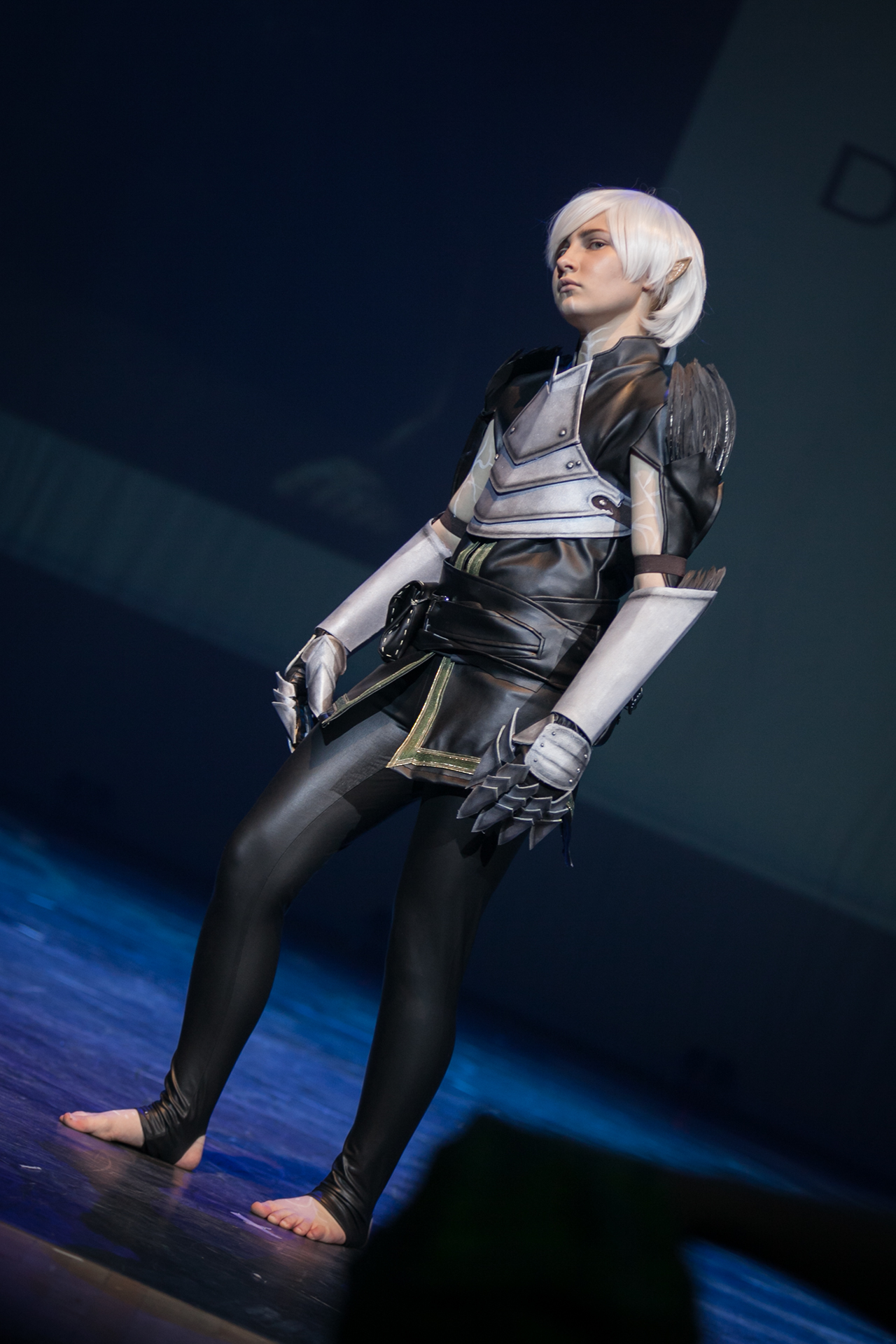
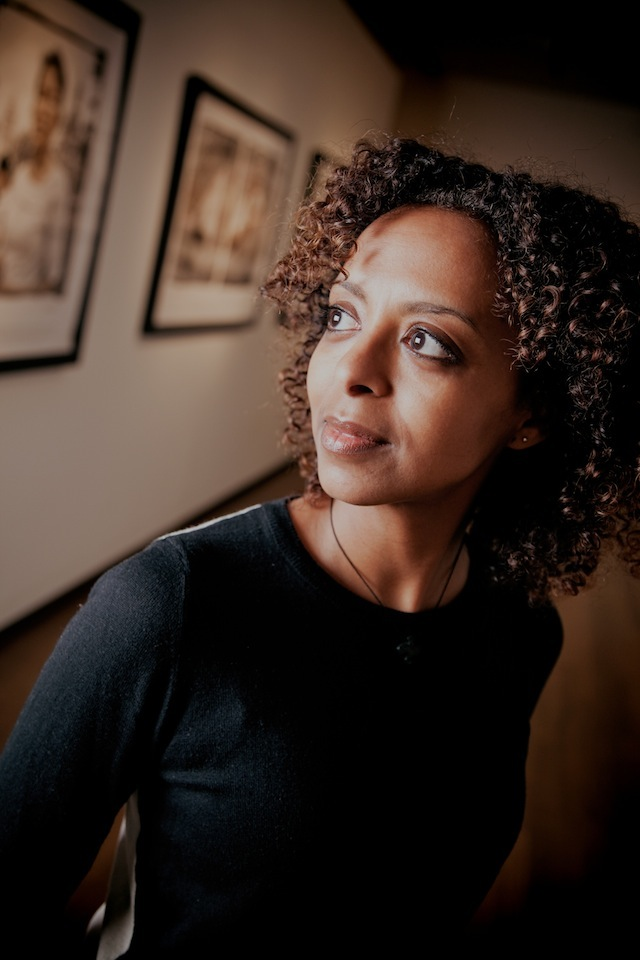